# Chiesa dell'Ascensione (Breggia)
La chiesa dell'Ascensione o di San Salvatore è un edificio religioso che si trova a Cabbio, frazione di Breggia in Canton Ticino.

## Storia
La struttura viene citata per la prima volta in documenti storici risalenti al 1554. Fra il 1780 ed il 1795 venne completamente ricostruita in stile barocco, e nel 1807 fu dotata dell'attuale facciata.

## Descrizione
La chiesa ha una pianta ad unica navata, affiancata da dua cappelle laterali e ricoperta con una volta a vela. Sul transetto la copertura si conclude in una cupola. Gli elementi di arredo e le decorazioni che ornano l'interno della chiesa risalgono all'Ottocento.